# باتل فيلد 1942
باتل فيلد 1942 (بالإنجليزية: battlefield 1942)‏ هي لعبة حاسوب من نوع تصويب منظور الشخص الأول وأول لعبة في سلسلة باتلفيلد من تطوير الشركة السويدية ديجيتال إلوجينز سي إي.

## احداث اللعبة
لعبة ثلاثية الابعاد إحدى سلاسل ألعاب باتلفيلد تدور احداثها في الحرب العالمية الثانية، ويمكنك اللعب باحد الجنود بعد أن تختار وظيفته فيمكنك اختيار المستكشف Scout أو الهجومى Assault والجندى مضاد للدبابات Anti-tank والطبيب Medic وأخيرا المهندس Engineer.
يمكن للاعب ان يستخدم طائرات حربية وقاذفة قنابل ويبحر بالسفن والغواصات وحاملات الطائرات والعديد من الات الحرب العالمية الثانية وأيضا استخدام الالات الدفاعية كمضدات الطائرات.
يمكنك اختيار ساحة المعركة من إحدى أشهر ساحات معارك الحرب العالمية الثانية في الهادي وشمال أفريقيا وأوروبا
ويمكنك أيضا الانضمام إلى أحد الجيوش الاتية : اليابان أو الولايات المتحدة الأمريكية أو القوات الإنجليزية أو ألمانيا.

## إضافات
- الطريق إلى روما (The Road To Rome)

نسخة امتدادية (Expansion Pack) تستخدم هذه النّسخة محرّك أقوى من محرّك اللعبة الأصليّة لم تصدر إلا على منصة ويندز تاريخ الإصدار : 2 فبراير 2003
- الأسلحة السرية في الحرب العالمية الثانية (Secret Weapons of World War II)

نسخة امتدادية، في اللعبة أسلحة جديدة واستخدمت نفس محرك اللعبة الأصلية وصدرت على منصة ويندز وماك أو إس تاريخ الإصدار : 4 سبتمبر 2003

## روابط خارجية
- باتل فيلد 1942 على موقع IMDb (الإنجليزية)